# Magic Night
Magic Night, född 21 juli 2022, är en fransk varmblodig travhäst. Hon tränas av Philippe Allaire och körs av Paul Philippe Ploquin.
Magic Night började tävla 2024 och inledde med två galoppera för att sedan ta sin första seger i femte starten. Hon har hittills sprungit in 176 170 euro på 13 starter varav 4 segrar, 2 tredjeplats. Hon har tagit karriärens hittills största segrar i Prix Masina (2025) och Prix Reine du Corta (2025). Hon har även vunnit Prix Alcyone (2025) och kommit på tredjeplats i Prix Albert-Viel (2025).

## Statistik
| Statistik för Magic Night (Ref.) | Statistik för Magic Night (Ref.) | Statistik för Magic Night (Ref.) | Statistik för Magic Night (Ref.) | Statistik för Magic Night (Ref.) | Statistik för Magic Night (Ref.) |
| -------------------------------- | -------------------------------- | -------------------------------- | -------------------------------- | -------------------------------- | -------------------------------- |
| Starter                          | Placeringar                      | Startprissumma                   | Segerprocent                     | Platsprocent                     | Rekord                           |
| 13                               | 4-0-2                            | 176 170 euro                     | 31 %                             | 46 %                             | 1.11,5ak,                        |

### Större segrar
| År   | Lopp                | Kusk                  | Vinstbelopp | Grupp   |
| ---- | ------------------- | --------------------- | ----------- | ------- |
| 2025 | Prix Masina         | Paul Philippe Ploquin | 54 000 EUR  | Grupp 2 |
| 2025 | Prix Reine du Corta | Paul Philippe Ploquin | 54 000 EUR  | Grupp 2 |